# 赉安洋行
赉安洋行（英語：Leonard, Veysseyre & Kruze）是中华民国时期，成立于上海法租界的一家建筑设计公司。1922年由两位法国建筑师亚历山大·赉安（Alexandre Leonard，1890-1946）和保罗·韦什尔（Paul Veysseyre，1896-1963）合伙成立。1934年，亚瑟·克鲁兹（Arthur Kruze）成为该公司的第三合伙人。1937年，韦什尔和克鲁兹离开上海迁居越南西贡。

## 主要作品
- 上海法国总会，1926年，今黄浦区茂名南路58号，巴洛克风格，上海市优秀历史建筑
- 培文公寓（Bearn Apartments)，1930年，今黄浦区淮海中路重庆南路路口，装饰艺术风格，上海市优秀历史建筑
- 密丹公寓（Midget Apartments），1931年，今徐汇区武康路115号，现代派建筑，上海市优秀历史建筑
- 雷米小学（Ecole Remi），1933年
- 中汇银行大楼，1934年
- 万国储蓄会公寓或盖司康公寓（Gascogne Apartments），1935年，今徐汇区淮海中路1202～1218号，现代风格，上海市优秀历史建筑
- 法国太子公寓或道斐南公寓（Dauphine Apartments），1935年，今徐汇区建国西路394号，现代风格，上海市优秀历史建筑
- 麦兰捕房，1935年，今黄浦区金陵东路174号，上海市优秀历史建筑
- 麦琪公寓（Magy Apartments），1936年，今徐汇区复兴西路24号，现代派建筑，上海市优秀历史建筑

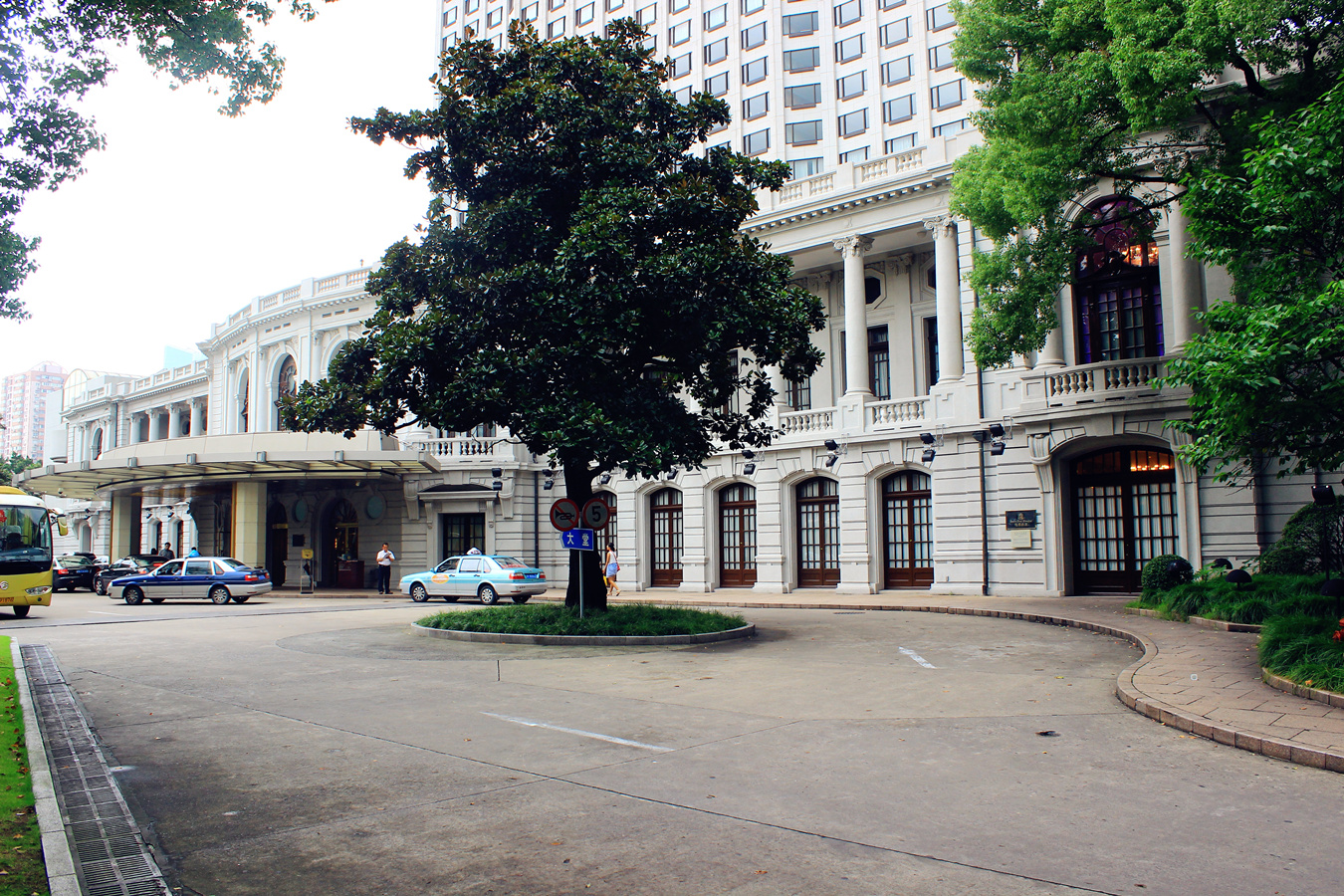
法国总会
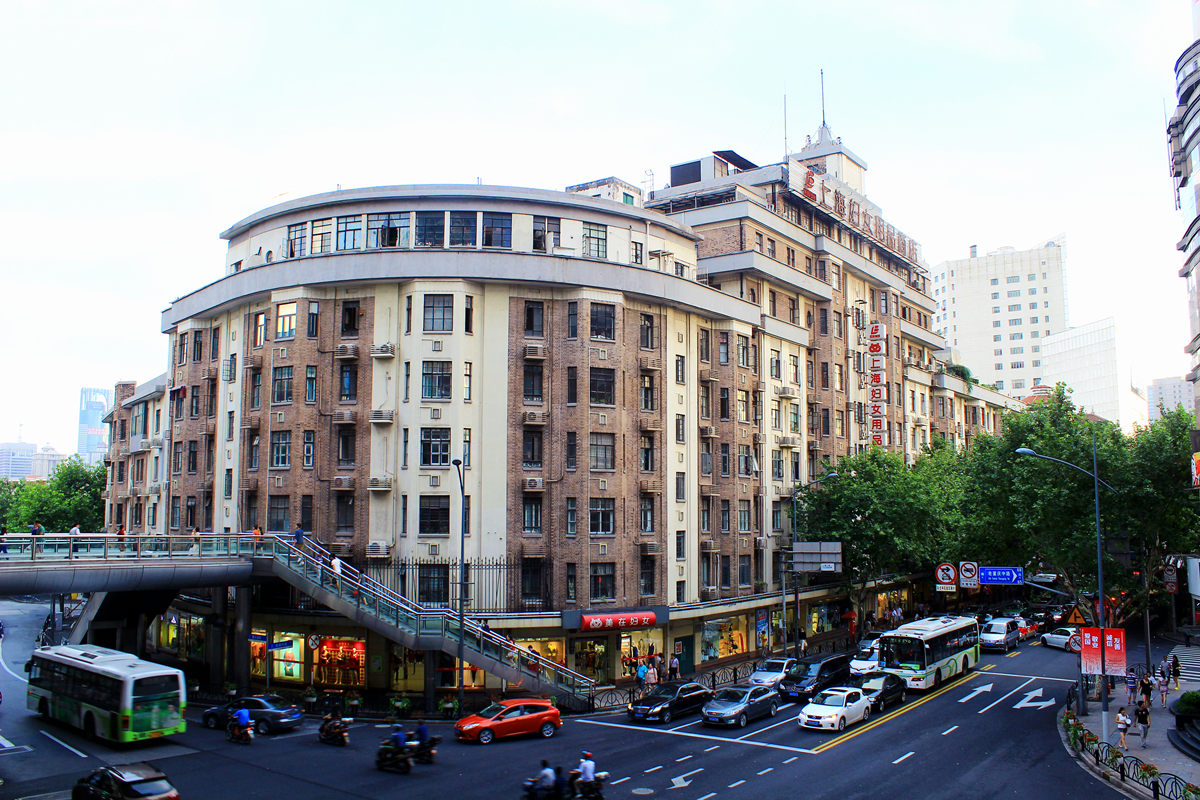
培恩公寓
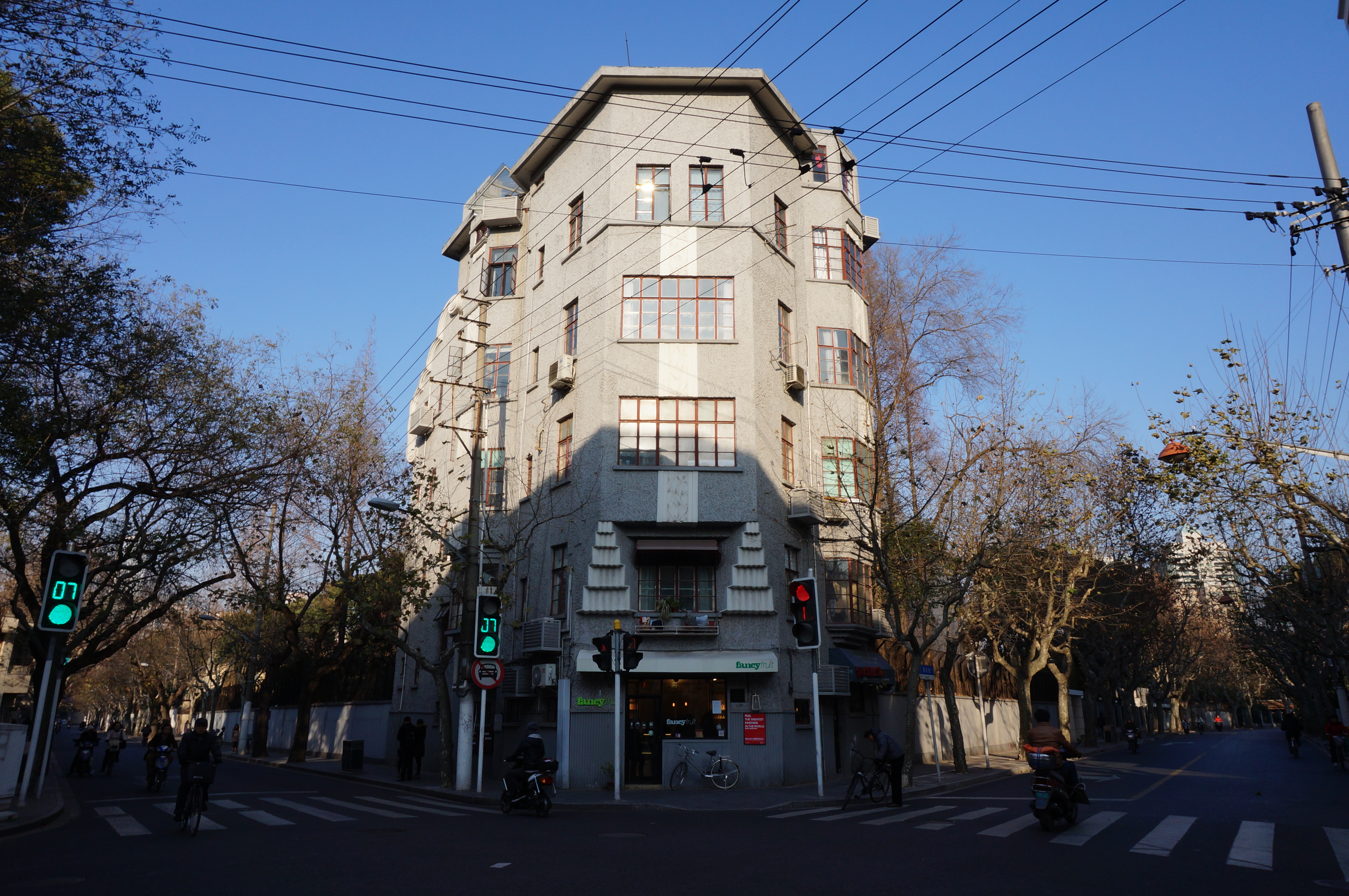
密丹公寓
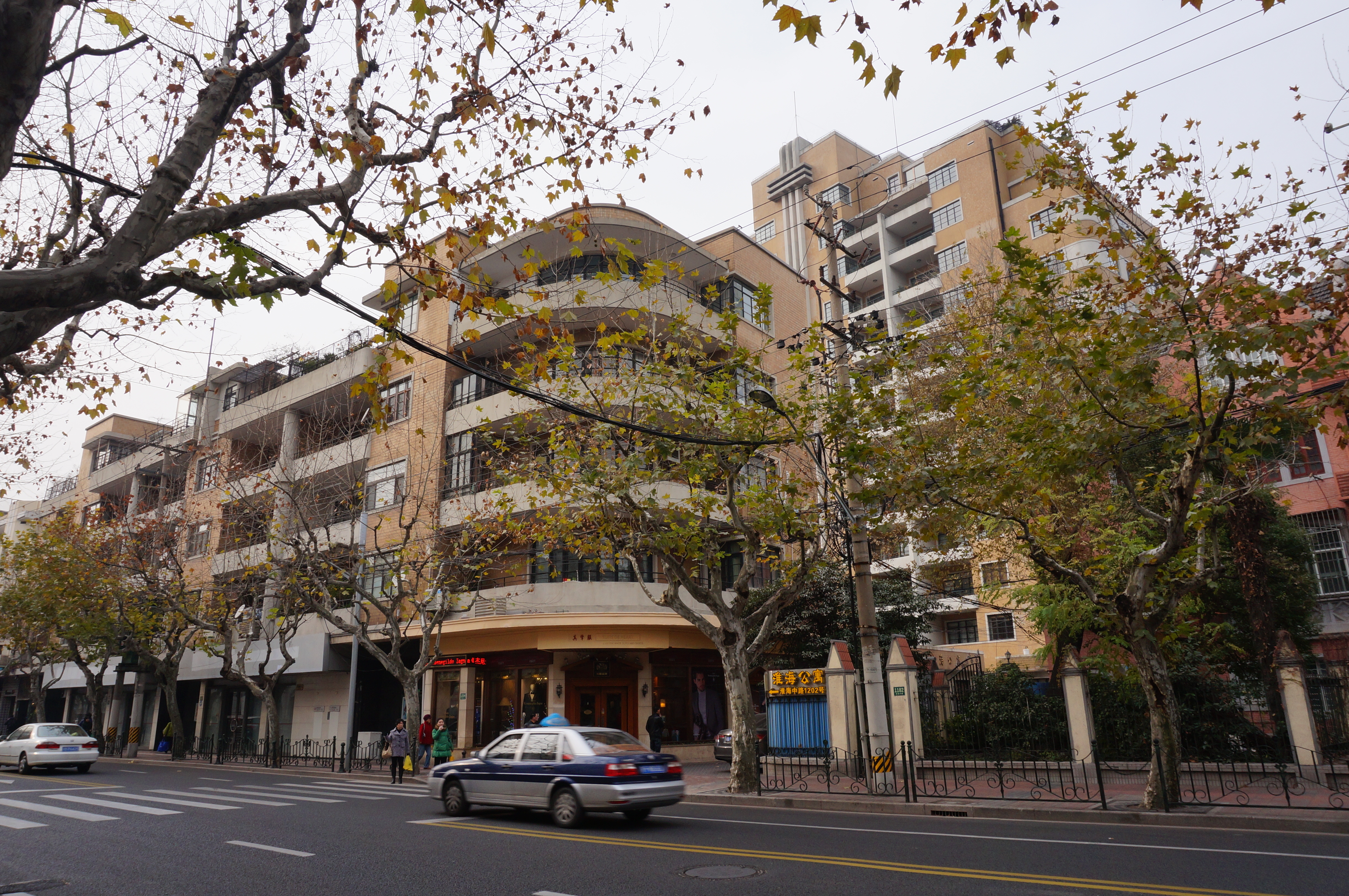
盖司康公寓
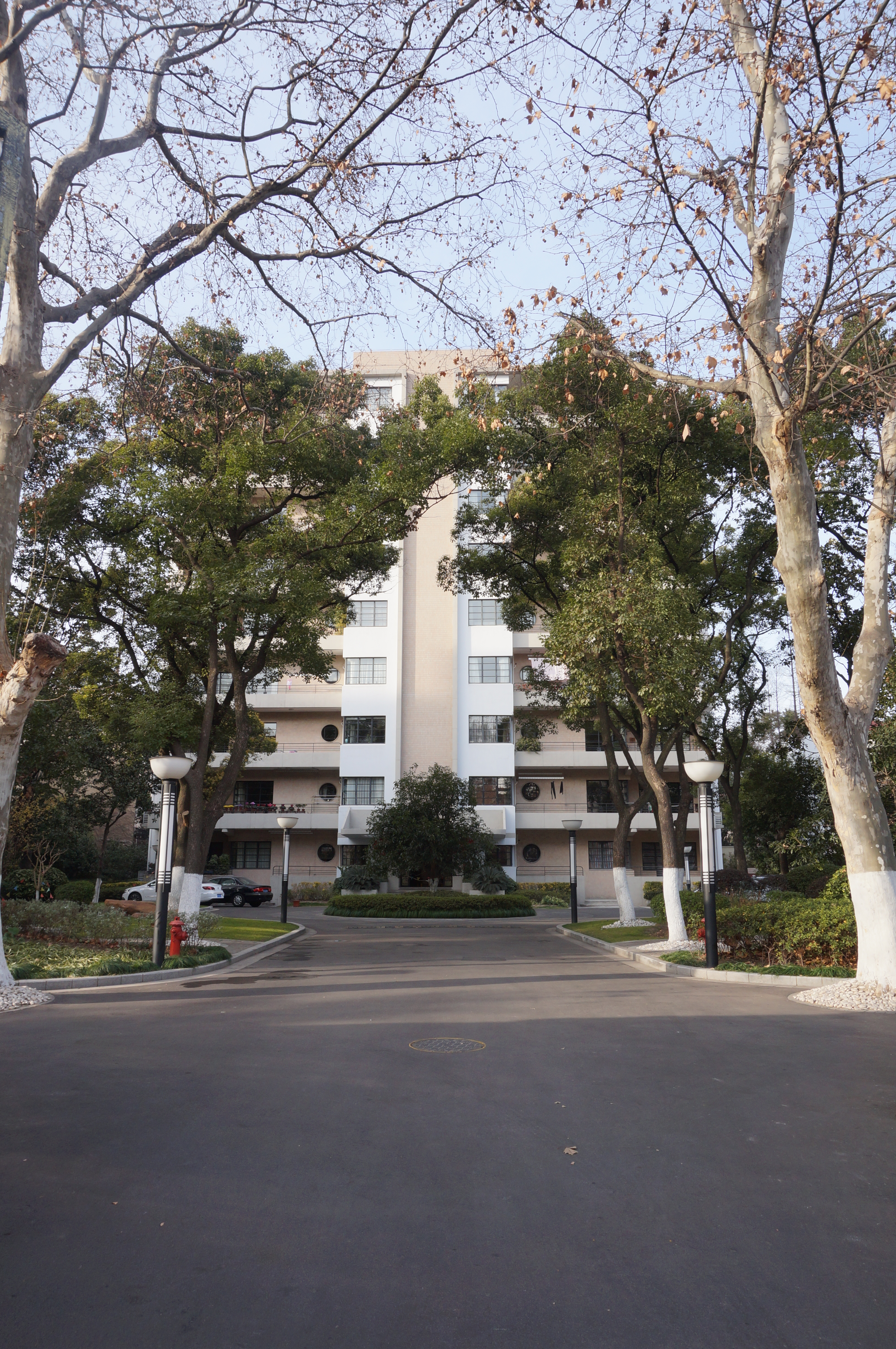
法国太子公寓
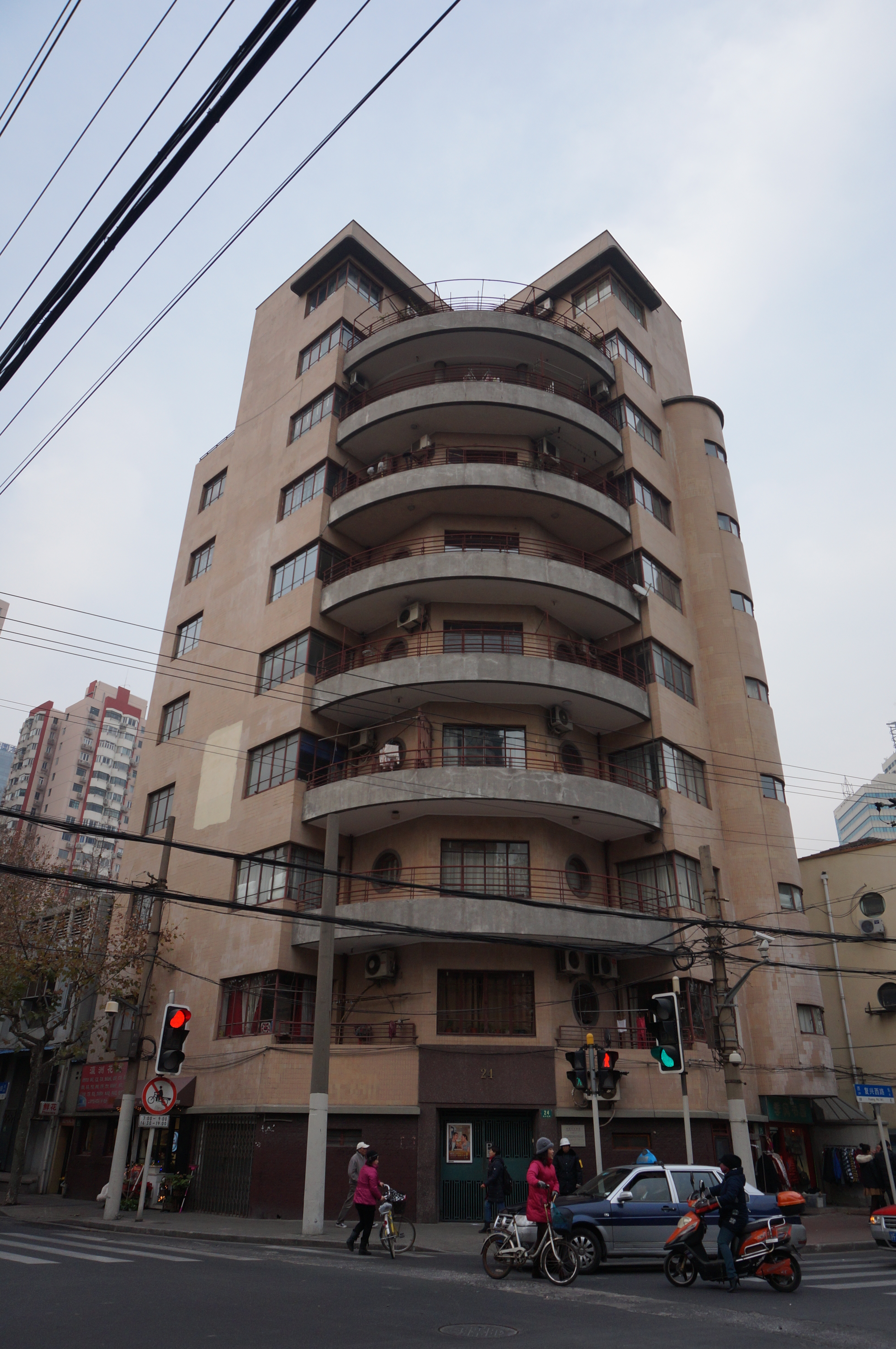
麦琪公寓